# Ohlsdorf (Austria)
Ohlsdorf – miejscowość i gmina w Austrii, w kraju związkowym Górna Austria, w powiecie Gmunden. Liczy 5 057 mieszkańców.